# Die Biene Maja und ihre Abenteuer (Roman)
Die Biene Maja und ihre Abenteuer ist ein Entwicklungsroman des deutschen Schriftstellers Waldemar Bonsels, der im Jahr 1912 beim Verlag Deutsche Verlags-Anstalt veröffentlicht wurde. Das Buch, das von den Abenteuern der kleinen Biene Maja handelt, war bereits kurz nach seiner Veröffentlichung ein weltweiter Bestseller, der in über 40 Sprachen übersetzt wurde. Die Geschichte wird mit Bonsels im Jahr 1915 veröffentlichtem Roman Himmelsvolk fortgesetzt.

## Inhalt
Die sehr neugierige und etwas vorlaute Biene Maja ist gerade erst geschlüpft. Sie gehört zum Volk der Bienen vom Schlosspark, das von der Bienenkönigin Helene der Achten regiert wird. Maja wird von der Erzieherin Kassandra unterrichtet, um sie für ihren ersten Ausflug vorzubereiten. Von diesem kehrt die junge Biene jedoch nicht wie vorgesehen zurück. Stattdessen macht sie sich auf, um die große weite Welt und die Natur zu entdecken, ohne von all den Gefahren zu wissen, die dort auf sie lauern.
Sie trifft auf den Rosenkäfer Peppi, eine Schmeißfliege namens Hans Christoph, die sie vor den Fröschen warnt, doch schon kurz darauf von der Libelle Schnuck gefressen wird. Diese erzählt Maja von den Menschen, die durchaus grausam zu Insekten sein können. Sie beobachtet einen Regenwurm, dessen eine Hälfte von dem Mistkäfer Kurt, der sich als Rosenkäfer ausgibt, verspeist wird, während die andere Hälfte weiterkrabbelt. Maja selbst entgeht nur knapp einer Grasmücke. Sie macht Bekanntschaft mit den räuberischen Ameisen und kommt mit einem Grashüpfer ins Gespräch, der die Vermutung aufstellt, dass die Menschen zwar Laute von sich geben, aber wohl nicht wirklich sprechen können.
Von der Stubenfliege Puck, die sehr von ihrem eigenen Geschlecht überzeugt ist, erfährt Maja weitere Details zu den Menschen, die Puck nicht gerade als die intelligentesten Wesen schildert. Dies widerspricht dem, was Maja von Kassandra über die Menschen gelernt hat, die diese als weise und gut bezeichnet hat. Majas Wunsch, die Menschen zu treffen, wird immer sehnlicher.
Doch auf dem Weg dorthin erlebt Maja zuerst noch viele weitere Abenteuer. So gerät sie beispielsweise in das Spinnennetz der Kreuzspinne Thekla. Glücklicherweise befindet sich Mistkäfer Kurt gerade in der Nähe und kann Maja aus ihrer misslichen Lage befreien. Maja beschließt, ab sofort vorsichtiger zu sein.
Als Nächstes macht Maja die Bekanntschaft des Schmetterlings Fritz, der sie über die Eigenarten der Wanzen aufklärt. Maja ist fasziniert von der Schönheit des Schmetterlings und kann fast nicht glauben, dass Fritz früher einmal eine Raupe gewesen und aus einem Kokon geschlüpft sein soll.
In der Nähe der Baumhöhle, in der Maja ihre Sommerwohnung aufgeschlagen hat, lebt der Borkenkäfer Fridolin mit seiner Familie. Obwohl Maja über die Gefahren für den Wald durch diese Tiere Bescheid weiß, unterhält sie sich trotzdem gerne mit Fridolin und findet ihn sehr liebenswürdig. Von ihm erfährt sie über die Gefahren durch den Specht, der mit seiner langen, klebrigen Zunge tief in die Löcher der Baumrinde eindringen kann. Bei einem der Gespräche mit Fridolin begegnet ihnen der Weberknecht Hannibal, vor dem sie sich nach ihrem Erlebnis mit Thekla anfangs etwas fürchtet. Maja entdeckt, dass Hannibal ein Bein fehlt und der er berichtet, wie er dieses verloren hat, als ein Mensch nach ihm gegriffen hat.
Inzwischen sind mehrere Wochen vergangen und Maja ist zu einer starken Biene herangewachsen. Sie genießt zwar ihr Leben in Freiheit, doch gelegentlich empfindet sie auch Heimweh nach ihrem Bienenstock. Aus der Ferne sieht sie immer wieder Menschen, aber sie traut sich nicht in ihre Nähe. Von einer Mücke erfährt sie weiteres Wissenswertes über die Menschen. Im Unterschied zu ihr selbst muss die Mücke nicht sterben, wenn sie den Menschen sticht.
Eines Nachts wird Maja durch den Gesang einer Nachtgrille geweckt. Sie unterhalten sich über den Igel, von dem Maja auch schon von Kassandra gehört hat. Maja ist fasziniert von der Nacht, in der sie auf einen Blumenelf trifft, der Maja an die Menschen erinnert. Die Elfen erfüllen jenem Lebewesen, das sie als Erstes treffen, wenn sie ihre Blume verlassen, um danach zu sterben, ihren sehnlichsten Wunsch. Und so bringt der Blumenelf noch in derselben Nacht Maja in die Nähe einer Bank, auf der zwei sich liebende Menschen im Mondschein sitzen. Für Maja ist es das Herrlichste, das sie jemals gesehen hat.
Später begegnet Maja dem Marienkäfer Alois Siebenpunkt, der sich als Dichter vorstellt und ihr eine Kostprobe seiner Kunst darbietet. Maja ist davon allerdings nicht sonderlich begeistert. Mehr angetan ist Maja von den vielen Füßen des ewig zweifelnden Tausendfüßers Hieronymus, der sie vor einer nahegelegenen Hornissenburg warnt. Doch die Warnung kommt zu spät, denn im selben Augenblick wird Maja auch schon von einer Hornisse gepackt. Als sie aus ihrer Ohnmacht erwacht, befindet sie sich als Gefangene mitten in der Hornissenburg. Sie belauscht eine Beratung mit der Hornissenkönigin und erfährt dabei von Kriegsvorbereitungen gegen ihr Volk. Maja schafft es, unerkannt bis zum Ausgang der Hornissenburg zu kommen, doch dort versperrt ein Wächter den Weg. Wie sich in dem Gespräch der beiden herausstellt, ist dieser in die Libelle Schnuck verliebt und weil ihm Maja Schnucks Aufenthaltsort verrät, lässt sie der Wächter aus ihrer Gefangenschaft entkommen.
Maja gelingt es, ihr Volk und die Königin zu warnen. So kann sich ihr Bienenstaat noch rechtzeitig auf den Angriff der Hornissen vorbereiten und diesen trotz herber und zahlreicher Verluste abwehren. Maja wird ihre ‚Flucht‘ verziehen und die Königin ernennt sie zu ihrer Beraterin.

## Entstehung
In den Geschichten über Biene Maja verarbeitete Bonsels eigene Kindheitserinnerungen rund um den Bredenbeker Teich in Ahrensburg, auch wenn der Bonsels-Biograf Bernhard Viel diese Theorie eher für eine gut gemachte Legende hält. In einem Gespräch aus dem Jahr 1910 mit einem Freund, in dem es um das Wichtigste einer Hauptfigur eines Buches ging, kam Bonsels zu dem Schluss, dass deren Gestalt jedenfalls egal sei und es auch keine Rolle spiele, ob sie Mensch oder Tier sei. Er entschied sich für Letzteres und schuf damit einen Kinderbuchklassiker.

## Besonderheiten
Das Buch hatte ursprünglich den Untertitel Ein Roman für Kinder, dieser wurde jedoch in späteren Auflagen entfernt. Die späteren Adaptionen in Fernsehen und Film nehmen sich viele Freiheiten und weichen teils stark vom Originaltext ab. So kommen beispielsweise Figuren wie der Faule Willi oder der Grashüpfer Flip im Original nicht vor oder die Ameisen sind im Unterschied zu Bonsels Text keine Räuberbande, sondern ein Soldatenvolk.

## Rezeption
Frederik H. Green schreibt in seiner Rezension: „Bonsels verfasste ein bezauberndes Buch mit pädagogischem Anspruch, in dem Tiere und ihr Habitat mit viel biologischer Sachkenntnis beschrieben werden – außer der Tatsache, dass die Tiere sprechen können. Maja lernt nicht nur viel über die Natur, sondern auch Philosophisches über Leben und Tod.“ Das Buch ist so erfolgreich, dass es sogar Soldaten im Ersten Weltkrieg mit an die Front nehmen, um sich abzulenken. Der Tagesspiegel schreibt über den Klassiker: „Waldemar Bonsels Märchen von der Biene Maja und ihren Abenteuern hat nicht nur die Kinderherzen in der ganzen Welt erobert, auch als Erwachsener entzieht man sich schwer dem Charme und der Poesie, mit denen Bonsels seine Biene Maja die abenteuerlichsten Geschichten erleben lässt. Ein modernes Märchen – ebenbürtig den klassischen an die Seite zu stellen.“ und die FAZ befindet: „Mit Maja erleben wir die Abenteuer eines Bienchens und ihre Begegnung mit Schmetterlingen, mit Grashüpfern und Käfern, ihre Gefangenschaft bei einer Spinne, eine Schlacht zwischen Bienen und Hornissen, und zwischendurch viel märchenhaftes Geschehen. Die Geschichte der Biene Maja ist in Amerika, Japan, Indien genauso beliebt wie in Deutschland.“ Der NDR schreibt in einem Artikel, der die braune Seite des Autors beleuchtet und diesen eher als guten Verkäufer und lediglich mittelmäßigen Schriftsteller bezeichnet, wie gut der Roman zur damaligen allgemeinen Kriegsbegeisterung gepasst hat: „Das Tiermärchen liest sich wie eine Metapher auf das Kaiserreich, in dem die tapferen (deutschen) Bienen gegen die feindlichen Hornissen kämpfen. Deutliche militärische Anklänge finden sich an vielen Stellen.“

## Referenzen
Die Biene Maja und ihre Abenteuer ist in dem literarischen Nachschlagewerk 1001 Kinder- und Jugendbücher – Lies uns, bevor Du erwachsen bist! für die Altersstufe 5+ Jahre enthalten.

## Adaptionen
Bereits 1926 wurde der Stoff des Buches unter der Regie von Waldemar Bonsels und unter dem Titel Die Biene Maja und ihre Abenteuer mit echten Insekten als Dokumentarfilm (in sechs Akten) und mit Richard-Wagner-Musik zum Hornissenangriff verfilmt. Die Adaption als Zeichentrickserie unter dem Titel Die Biene Maja, die in zwei Staffeln mit jeweils 52 Episoden und einer Episodenlänge von durchschnittlich 24 Minuten von 1976-1977 (erste Staffel) und 1979-1980 (zweite Staffel) erstmals im Kinderfernsehen des ZDF ausgestrahlt und von einer Vielzahl von Merchandising-Produkten begleitet wurde, überstieg den Erfolg und die Verbreitung des Buches um ein Vielfaches. Eine neue, Computer-generierte Biene-Maja-Serie mit 130 Episoden in vier Staffeln wurde 2012 in Frankreich (TF1) und weiteren europäischen Ländern, 2013 in Deutschland (ZDF und KiKa) erstmals ausgestrahlt. 2014 wurden Majas Abenteuer unter dem Titel Die Biene Maja – Der Kinofilm verfilmt.
In den 1970er und 1980er Jahren wurden Majas Abenteuer auch als Comicserie unter dem Titel Die Biene Maja herausgegeben.
Zwischen 1956 und 1993 entstanden in Deutschland drei Hörspielbearbeitungen:
- 1956: Die Biene Maja – Regie: Schweizer, mit Jutta Zeller (Biene Maja) (SDR)[7]

- 1991: Die Biene Maja (3 Teile) – Regie: Werner Grunow, mit Simone von Zglinicki (Biene Maja) (Einrichtung nach Art. 36 Einigungsvertrag)[8]

- 1993: Die Biene Maja (7 Teile) – Regie: Thomas Werner, mit Anna Barbara Kurek (Sprecherin) und Ernst August Schepmann (Erzähler) (WDR)[9]
  - 1. Teil: Majas Flucht aus der Heimatstadt
  - 2. Teil: Der Waldsee und seine Leute
  - 3. Teil: Was die Fliege Puck erzählt und wie es Kurt mit Iffi ergeht
  - 4. Teil: Die Spinne Thekla und was Hannibal von den Menschen erzählt
  - 5. Teil: Wunder der Nacht
  - 6. Teil: Die Hornissenburg
  - 7. Teil: Die Schlacht der Bienen und Hornissen

## Ausgaben
- Die Biene Maja und ihre Abenteuer. Deutsche Verlags-Anstalt, 1912.